# Cameron Leigh Stewart

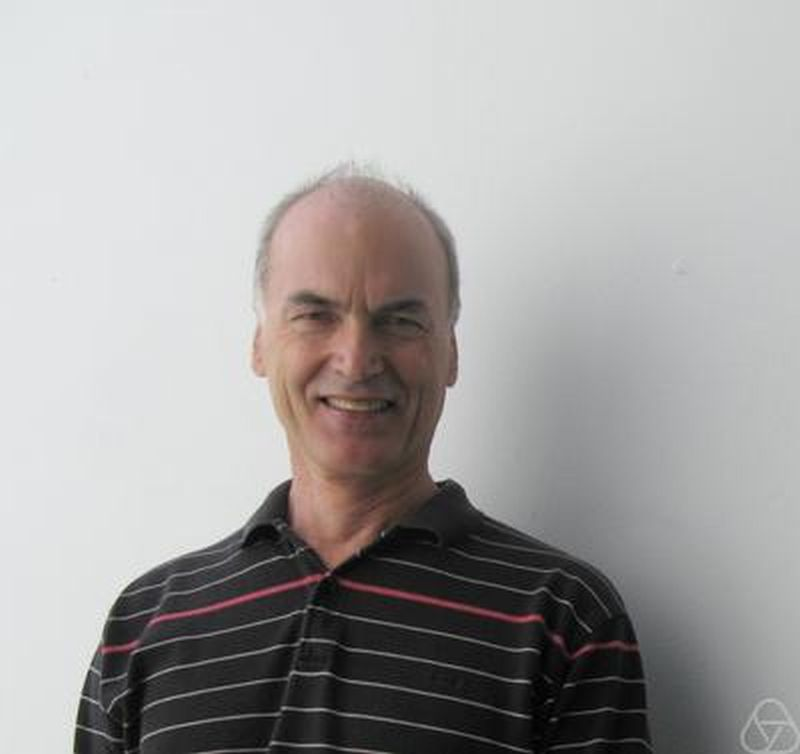
Cameron L. Stewart, Oberwolfach 2012

Cameron Leigh Stewart (* um 1949) ist ein kanadischer Mathematiker, der sich mit Zahlentheorie befasst.
Stewart studierte an der University of British Columbia mit dem Bachelor-Abschluss 1971 und an der McGill University mit dem Master-Abschluss 1972 und wurde 1976 bei Alan Baker an der Universität Cambridge promoviert (Divisor properties of arithmetical sequences). In Cambridge erhielt er 1974 den T. J. Knight Prize. Als Post-Doktorand war er 1976/77 am Mathematisch Centrum in Amsterdam und 1977/78 am IHES. 1978 wurde er Assistant Professor, 1982 Associate Professor und 1986 Professor an der University of Waterloo. Ab 2003 hat er einen Canada Research Chair und 2005 wurde er University Professor.
Er war Gastwissenschaftler in Basel, Genf, Ulm, Leiden, Bordeaux, am Mathematical Sciences Research Institute (MSRI), dem IHES, dem Mathematischen Institut der Ungarischen Akademie der Wissenschaften, am Erwin Schrödinger Institut in Wien, an der University of Colorado Boulder und der Hong Kong University of Science and Technology.
Er veröffentlichte unter anderem über die abc-Vermutung. Stewart veröffentlichte mehrfach mit Paul Erdős und hat daher Erdős-Zahl 1.
2008 wurde er Fellow des Fields Institute und 1989 Fellow der Royal Society of Canada.

## Schriften
- mit Robert Tijdeman: On the Oesterlé-Masser conjecture, Monatshefte für Mathematik, Band 102, 1986, S. 251–257.
- mit Paul Erdős, Robert Tijdeman: Some diophantine equations with many solutions, Compositio Mathematica, Band 66, 1988, S. 37–56.
- mit Kunrui Yu On the abc conjecture, Mathematische Annalen, Band 291, 1991, S. 225–230.